# 榛名山美術研究所

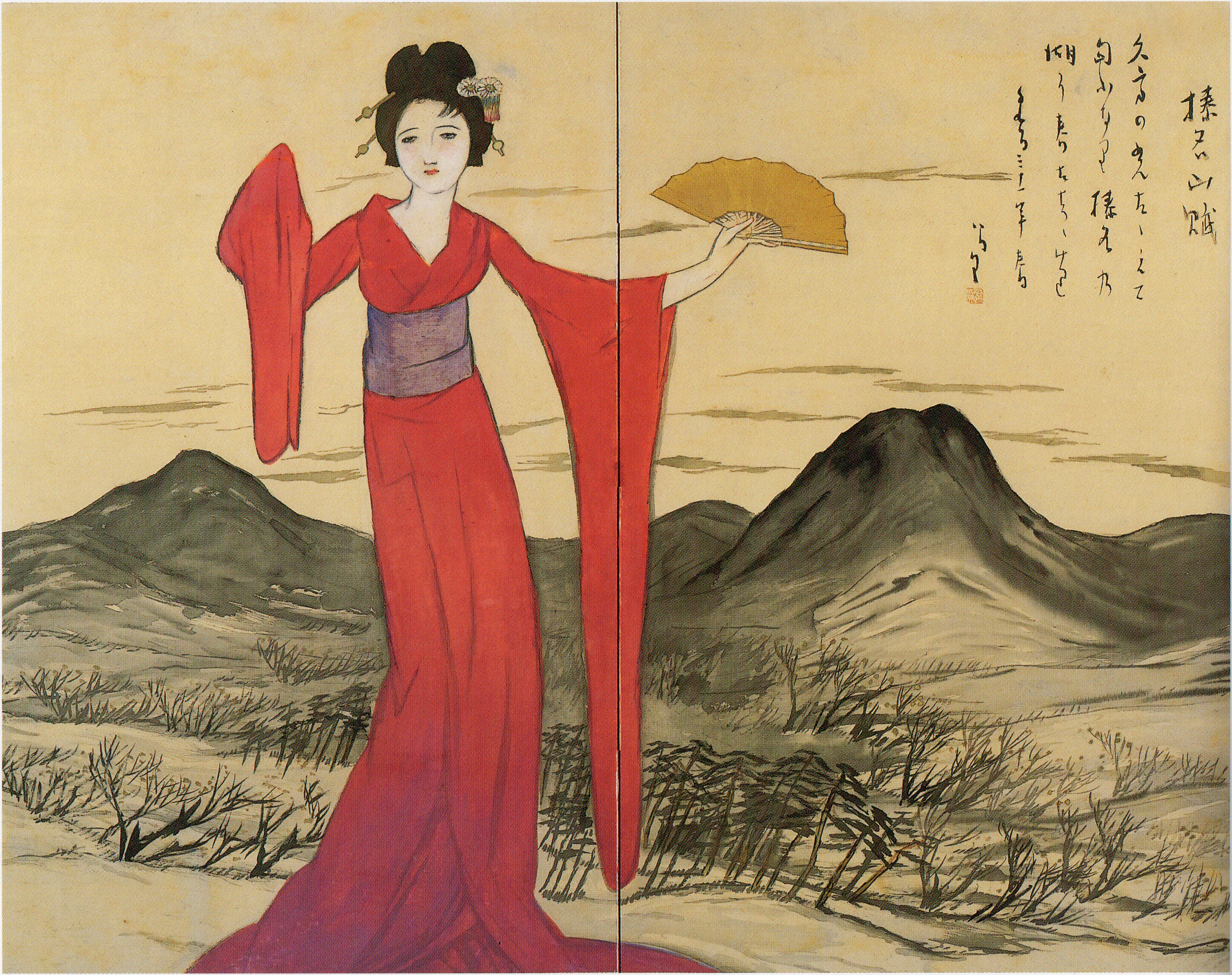
竹久夢二『榛名山賦』。榛名富士と春の女神佐保姫が描かれ、右上には「久方の光たたえて匂ふなり榛名の湖に春たちにけり」と詠まれている。

竹久夢二『榛名の雪』

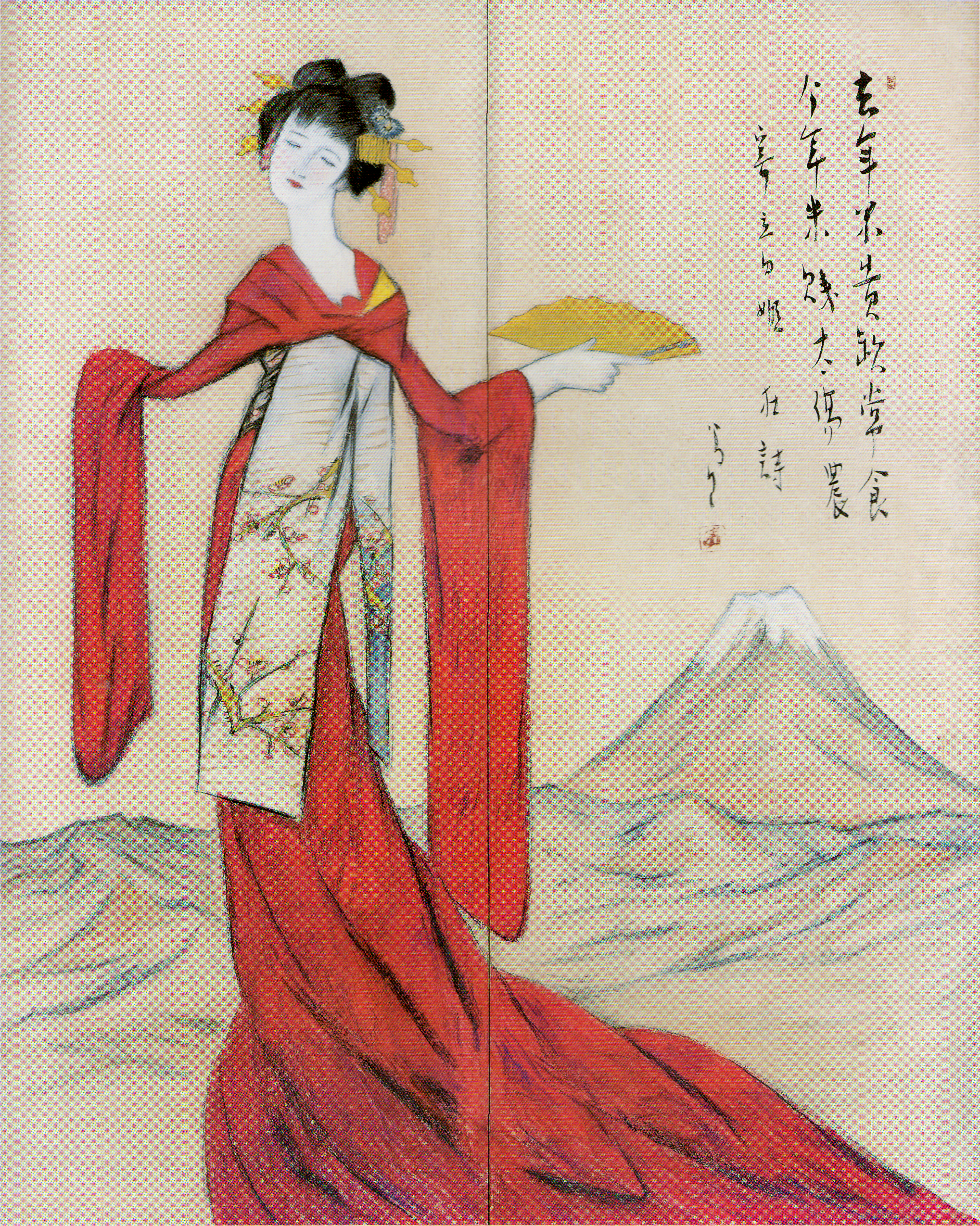
竹久夢二『立田姫』。秋の女神立田姫を描いたこの作品は、春の女神を描いた『榛名山賦』と対になる作品といわれ、夢二は手放そうとせず、榛名山美術研究所完成の暁にはそこに飾りたいと言った作品。

榛名山美術研究所（はるなさんびじゅつけんきゅうじょ）は、大正時代の画家竹久夢二（1884 - 1934）が群馬県にある榛名湖の湖畔に設立しようとした施設である。実際には計画は実現しなかった。
実際に完成していないため、正式名称はない。一般に、「産業美術研究所」「榛名美術研究所」「榛名山産業美術研究所」などと通称されている。夢二自身による『夢二外遊記』では「榛名山美術学校」と表現されている。

## 竹久夢二と榛名山
竹久夢二は明治時代の終わりから大正時代にかけて美人画を描いて人気となり、大正ロマンの代表人物として画壇の寵児となった人物である。その成功のきっかけは、1905年（明治38年）に雑誌『中学世界』誌上で作品が入選したことに発する。1911年（明治44年）に、伊香保町（当時。2006年に合併し渋川市の一部となる。）の12歳の少女から、伊香保で夢二をみかけたとのファンレターが届いた。夢二は伊香保へは行ったことがなく、その存在も知らなかったが、「イカホとやらでお逢ひになったのは私ではありません。」などと返事を送った。その後、夢二は1919年（大正8年）に伊香保温泉を訪れて以来、たびたび足を運んでは逗留するようになった。
その頃の竹久夢二は人気の絶頂期にあったが、大正時代の末期から昭和初期に移る頃に、急速に人気を失った。それまでの好況期から不況期に入ったことも遠因とされるが、夢二自身の複数の女性との関係を報じられた醜聞の影響も大きかったとされている。落ち目になった夢二は経済的にも困窮するようになっていった。
1930年（昭和5年）ごろ、夢二は伊香保温泉に1ヶ月の長滞在をした。その頃、夢二は榛名湖の畔にアトリエを設け、代表作のひとつとされる『榛名山賦』を制作した。『榛名山賦』では榛名山を背景に、春の女神佐保姫が描かれている。その画賛には「久方の　光たたえて　匂ふなり　榛名の湖（うみ）に　春たちにけり」と榛名湖を詠んであった。

## 未成に終わった構想
このとき竹久夢二は、榛名湖畔に施設を設け、そこで隠棲しようとしていたらしい。夢二によれば、当時の日本社会における商業主義の拡大は、俗悪で粗悪な品によって各地の伝統的な美術工芸を駆逐するものだった。夢二はそうした俗世からは完全に切り離された環境を創設し、生活と美術が一致する場所をつくろうとしたのだという。後世の批評家たちは、スキャンダルですっかり人気を落とした夢二が、世間から遁世して隠居する場所を欲しがっていたのだろうと分析している。
既に経済的に行き詰まっていた夢二には、この構想を自力で実現する資力はなかった。榛名湖畔の土地は高崎市の実業家5代桜井伊兵衛が提供した。島崎藤村、藤島武二、森口多里や篠原秀吉といった文化人・経済人たちの賛同を得て「美術研究所」の設立宣言を公表し、淡谷のり子主演のパーティーを企画して資金集めを行った。このパーティーは群馬県内の主要都市各所で行われ、ある程度の資金が集まったらしい。しかし間もなく、夢二は海外視察に行くといってアメリカ、ヨーロッパにわたり、その途上で資金を使い切ってしまった。
旅行中に病を患った夢二は、帰国後間もなく病没してしまい、榛名湖畔の美術研究所は実現しないままおわった。
伊香保温泉には1981年（昭和56年）竹久夢二伊香保記念館が開設された。榛名湖では1989年に整備された「湖畔の宿記念公園」（湖畔の宿参照）のなかに、夢二のアトリエを再現した展示を行っている。